# Parsnoet kabel
 For alternative betydninger, se TP.
Et parsnoet kabel eller TP-kabel (engelsk Twisted pair cable) er en speciel type elektrisk kabel, hvor to ledninger er snoet om hinanden, med formålet at mindske elektromagnetisk interferens mellem parret og et eksternt genereret elektromagnetisk felt fra f.eks. et andet kabel eller et andet nært ledningspar. Parsnoningen er også designet så den bibeholder en bestemt karakteristisk impedans ned langs kablet. Det parsnoede kabel blev opfundet af Alexander Graham Bell og patenteret i 1881.
Et parsnoet kabel benyttes til elektrisk datakommunikation og til analog kommunikation; fx POTS.

## Opbygning, elektriske egenskaber og brug
Et parsnoet kabel indeholder typisk flere snoede ledningspar og disse par snos igen så den elektromagnetisk interferens mindskes mellem parrene – og mellem et par og et eksternt genereret elektromagnetisk felt fra f.eks. et andet kabel.
Det enkelte par signalfødes optimalt fra en balanceret forstærkerudgang – typisk opnået via en transformator. Signalet tappes i modtagerenden via en balanceret forstærkerindgang typisk også via en transformator. Transformatorens formål er at yde Galvanisk isolation mellem det parsnoede kabels to signalender. Fordelen ved Galvanisk isolation er at utilsigtede destruktive eller støjende strømme mellem de to ender hindres. Strømmene kan f.eks. opstå pga. forskelligt jordpotentiale, manglende jord eller mindre lynnedslagsstrømme. Balancerede indgange kan udfase common-mode støj op til ca. 3-21V. Transformatorer kan derimod udfase og tåle mere end hundrede volt.
Ved forbindelser på 1 Gigabit eller højere benyttes signalbehandling som muliggør samtidig sending og modtagning på det enkelte snoede ledningspar.
Ved at benytte LVDS-teknologi (en:Low-voltage differential signaling) kan der spares energi når signalet kun skal formidles over kortere strækninger.
Hvis man vil køre eksempelvis antennesignaler over parsnoede kabler, så skal man anvende en balun, der omsætter impedansen fra 75 Ohm på antennekablet til 100-150 Ohm balanceret signal på TP-kablet.

## Parsnoede datanetkabler

### Premises Distribution System; bygningsdatanet infrastruktur TP-kabler
Der eksisterer følgende varianter af udbredte parsnoede datanetkabler – som under ét kaldes PDS-kabler, når de er fast infrastruktur i bygninger:
- UTP – Uskærmet parsnoet kabel. Den mest udbredte type i Danmark.
- STP – Flettrådsskærmet parsnoet kabel. Anvendes i områder med lavfrekvent støj, som den flettede tråd skærmer imod.
  - FTP – Folieskærmet parsnoet kabel. Anvendes i områder med højfrekvent støj, som folien skærmer imod.
- S/FTP - Fælles flettrådsskærm samt en folieskærm om hvert par. Beskytter både mod lavfrekvent og højfrekvent støj.
- SF/FTP - Fælles flettrådsskærm, fælles folieskærm samt en folieskærm om hvert par. Dobbelt beskyttelse. Fælles skærm/Individuel skærmning af hvert par: F/UTP betegner eksempelvis, at der blot er en fælles folieskærm for alle par i kablet, men ingen individuel skærmning af hvert par.

Anvender man skærmede kabler, skal skærmen altid tilsluttes et fælles jordpunkt (ikke flere forskellige), hvor støjen kan blive afledt til jord, da skærmen i kablerne ellers vil fungere som en antenne, der modsat tiltrækker støj. Det er altså bedre at anvende uskærmede UTP-kabler, hvis man ikke har mulighed for at jorde skærmen. Det er også vigtigt, at anvende skærmede konnektorer og andet udstyr i installationen, så man ikke på noget tidspunkt har en "blottet" installation. Selv den mindste utæthed, mindre end med det blotte øje kan ses, kan forværre og ødelægge en utilstrækkeligt skærmet og jordet installation. Ligeledes er det vigtigt, at ledningerne altid er så korte som overhovedet muligt, at man ikke snor et par unødvendigt meget op (1 mm. udløser nok støj til, at det kan måles) og at man kun afisolerer så lidt ledning, som overhovedet muligt. PDS-kabler tåler ikke selv små buk, rifter, ridser eller brud og kan ikke repareres med stolthed - hele kablet skal erstattes.

### Kategorier
Utp er en forkortelse af det engelske Unshielded Twisted Pair = "Uskærmet parsnoet kabel". Det er det mest anvendte elektrisk kabel til ethernet i dag (2007).
Kablet må af tidsforsinkelsesårsager ved netværksanvendelse have en maksimal længde på 100 meter uden der sker forstærkning og regenerering. Til forstærkning og regenerering kan anvendes en repeater, hub, bro (Engelsk: Bridge), eller en switch.
Kablet findes i forskellige kategorier som alle har en karakteristisk impedans på ca. 100 ohm. Kablet forbindes i enderne ifølge standarderne T568A efter T568B (TIA/EIA-568A og TIA/EIA-568B). Category 7 og 7A er kun nævnt i ISO/IEC 11801:
- Category 3 (har 2 snoede ledningspar): Kan anvendes til telefoni og 10Mbit ethernet. Hvis man forsøger at køre 100Mbit på dette vil det som regel støje ud på alle switchporte, og kan lægge et netværk ned.
- Category 5 (har 4 snoede ledningspar): Anvendes til 100Mbit Fast Ethernet. Kan til nød (men ikke garanteret) anvendes til Gigabit ethernet efter 1000Base-T standarden.
- Category 5e (har 4 snoede ledningspar): Forbedret Cat-5 med lavere tolerancer. Anvendes til 1000Base-T ethernet, 100 MHz.
- Category 6 (har 4 snoede ledningspar): Forbedret Cat-5e med lavere tolerancer. Garanteret op til 1000Base-T ethernet, 250 MHz.
- Category 6A (har 4 snoede ledningspar): Garanteret op til 10GBASE-T (10 Gigabit Ethernet), 500 MHz.
- Category 7 (har 4 snoede ledningspar): 10GBASE-T, 600 MHz. Findes ikke i uskærmet (UTP) variant grundet støj.
- Category 7A (har 4 snoede ledningspar): 10GBASE-T, 1000 MHz. Findes ikke i uskærmet (UTP) variant grundet støj.

### Formidling af elektrisk energi over TP-kabler
Formidling af elektrisk energi over parsnoet kabel af "Category"-typen anvendt til ethernet, kaldes Power over Ethernet.
Der er lavet en standard (IEEE 802.3af) som kan formidle maksimalt 12,95 Watt over 2 ledningspar.
Der er lavet en standard (IEEE 802.3at) som kan formidle maksimalt 25,5 Watt over 2 ledningspar. IEEE 802.3at kaldes også PoE+ eller PoE-plus.
Der er lavet en standard (IEEE 802.3bt) som kan formidle maksimalt 51 Watt for type 3 - og 71,3 Watt for type 4. IEEE 802.3bt kaldes også PoE++ eller 4PPoE.
I 2010 blev HDBaseT offentliggjort og den kan overføre op til 100 Watt over 4 ledningspar, som kaldes power-over-HDBaseT (PoH).

## Andet kendt TP-kabelbrug
Herudover benyttes parsnoningen i mange andre lidt længere elektriske højhastighedskabler:
- Højhastighedskabler til SCSI
- USB-kabler
- Firewire
- EIA-485 (tidligere RS-485)
- EIA-422 (tidligere RS-422)
- Controller Area Network (CAN)
- Instabus
- LonWorks
- Token ring